# Renato Dell'Andro
Renato Dell'Andro (Bari, 31 luglio 1922 – Bari, 29 ottobre 1990) è stato un giurista e politico italiano, giudice della Corte costituzionale dal 1985 alla morte.

## Biografia
Dell’Andro, allievo di Aldo Moro sin dall’anno accademico 1940-41 e poi suo assistente, nel 1947 divenne magistrato, funzione che esercitò  fino al 1955, allorquando, definitivo fu il suo ruolo ordinario nell’Università di Bari: portando avanti assieme a Moro, e loro discepoli G.  Contento,  G. Spagnolo, P. De Felice e altri, la "teoria unitaria del reato", contrapposta alle analitiche tripatita,  bipartita etc. 
Ed era tranquillo, all’ombra di Aldo Moro, quando fu da questi chiamato a scendere in campo per la campagna a Sindaco di Bari. Ed a Bari Dell’Andro dovette misurarsi con il blasonato leader missino Araldo di Crollalanza, che in un'epica conta fu battuto in voti di lista e preferenze dal giovane trentasettenne professore", prima ordinario di diritto e poi procedura penale.
Tenne la carica di sindaco di Bari dal 1959 al 1961, deputato dal 1963 al 1985, otto volte sottosegretario e parlamentare europeo.
È stato deputato ininterrottamente dalla IV alla IX legislatura della Camera dei deputati (1963-1985) per la Democrazia Cristiana.

Ha fatto parte di molte commissioni della Camera tra cui:
- Commissione Affari costituzionali nella IV legislatura;
- Commissione Giustizia dalla IV alla IX legislatura ricoprendo anche l'incarico di segretario da gennaio 1964 a giugno 1968 e di vicepresidente da luglio 1972 a luglio 1973;
- Giunta delle elezioni nella VI (fino a luglio 1973), VIII e IX legislatura ricoprendo anche l'incarico di presidente da luglio 1979 a luglio 1985;
- Giunta per le autorizzazioni a procedere in giudizio nella IV legislatura come segretario e nella V legislatura (fino a dicembre 1968) come presidente;
- Commissione inquirente per i procedimenti d'accusa nella IV, V (fino settembre 1968) e VI legislatura (fino a luglio 1973);
- Commissione bicamerale d'inchiesta sul disastro del Vajont nella IV legislatura.

È stato inoltre Sottosegretario di Stato al Ministero della giustizia dal 13 settembre 1968 al 27 marzo 1970 nei governi Leone II, Rumor I e Rumor II e dal 28 novembre 1974 al 20 marzo 1979 nei governi Moro IV, Moro V, Andreotti III e Andreotti IV nonché sottosegretario alla Pubblica istruzione dal 12 luglio 1973 al 14 marzo 1974 nel governo Rumor IV.
È stato eletto giudice della Corte costituzionale dal Parlamento in seduta comune il 23 luglio 1985 e ha giurato il 29 luglio 1985.
È stato relatore della sentenza 364/1988 (definita, da autorevole dottrina, di portata storica), con la quale è stata conferita rilevanza scusante all'ignoranza inevitabile della legge penale, mediante la declaratoria di illegittimità parziale dell'art. 5 del codice penale, e soprattutto (da qui la "storicità") l'esplicitazione del principio di  colpevolezza inferito dall'art. 27 Cost.
È deceduto in corso di mandato il 29 ottobre 1990.